# 장준영 (축구 선수)
장준영(張竣營, 1993년 2월 4일 ~ )는 대한민국의 축구 선수이며 포지션은 센터백이다. 현 K리그2 충남 아산 FC에서 활약하고 있다.

## 축구인 생활

### 선수 생활
2016년 자유선발로 대전 시티즌에 입단하였다.
10월 9일 고양 자이크로 FC와의 홈경기서 리그 데뷔골을 성공시켰고, 이날 경기의 MOM에 선정되었다.
2018년 안상현과 트레이드되어 성남 FC로 이적하였으나, 이적 동시에 경주 한국수력원자력으로 임대되었다.
2019시즌을 앞두고 수원 FC에 입단했다.
군 문제 해결하기 위해 FC 남동, 서울 노원 유나이티드에서 입단하였고, 전역 후 수원 복귀 대신 충남 아산 FC로 이적하였다.